# 112e brigade de chars
« 112e division de chars » redirige ici. Pour les unités homonymes, voir 112e brigade et 112e division.
La 112e brigade de chars est une unité blindée soviétique de la Seconde Guerre mondiale. Elle est créée en 1940 sous le nom de 112e division de chars avant d'être réduite comme 112e brigade. Elle devient en 1943 une unité de la Garde, la 44e brigade de chars de la Garde.

## Historique
La brigade est créée en août 1941 en Extrême-Orient soviétique, à partir du 122e régiment de chars de la 239e division motorisée (en). Rattachée à l'origine à la 1re armée, elle est envoyée en octobre pour renforcer la défense de Moscou et mi-novembre rejoint la 49e armée avec ses 6 200 hommes et ses 210 chars légers T-26.
À partir du 2 janvier 1942, elle est réduite en brigade de chars tout en continuant de combattre. Placée en réserve mi-février dans la région de Mossalsk, elle revient le 5 mars au sein de la 50e armée, combattant au nord-ouest de la ville.
Repassée en retrait le 27 avril 1942, elle rejoint le 17 mai la 10e armée dans la région de Troufanovo (en). Elle compte alors cinq chars M2S et M3S et 21 T-60. Le 3 mai 1942, elle reçoit l'ordre du Drapeau rouge. Le 25 juin, elle passe à la 16e armée puis est mise en retrait en juillet au sud-ouest de Kozelsk. En août, son effectif de chars est de 7 KV, 7 T-34 et 20 T-60.
Le 20 novembre 1942, la brigade cède son matériel à la 6e brigade de chars de la Garde et part être reconstituée dans la région de Mojaïsk. Elle arrive ensuite à Naro-Fominsk fin décembre.

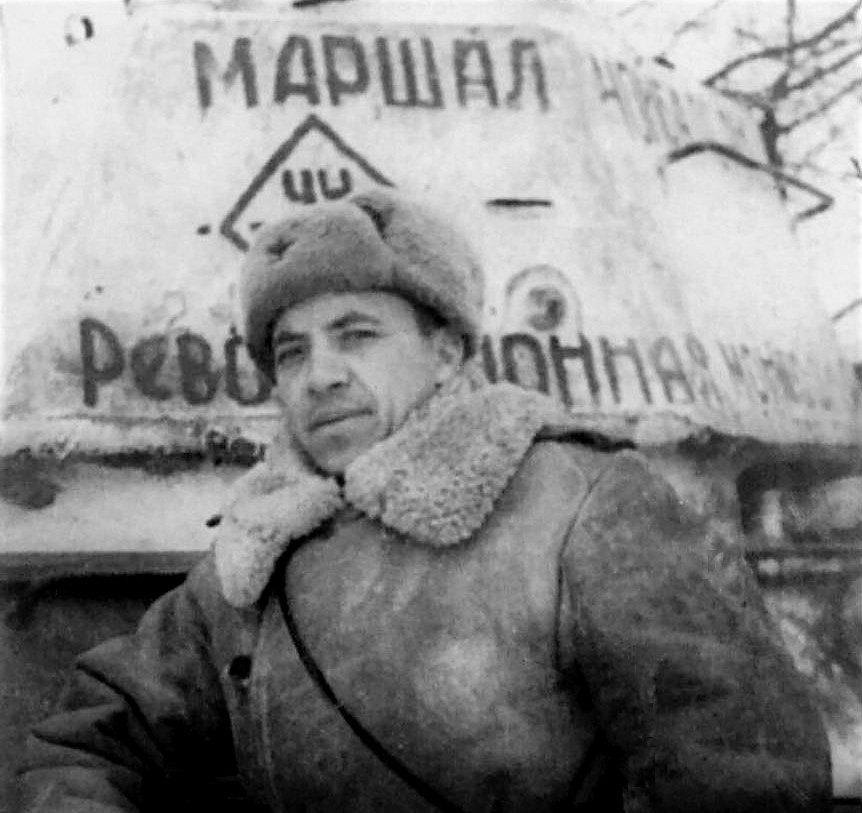
Le lieutenant-colonel devant un T-34 de la de chars de la Garde (successeur de la) portant les titres Maréchal Choybalsan (en haut) et Mongolie révolutionnaire (en bas).

Le 12 janvier 1943, la brigade est rééquipée par 32 T-34 et 21 T-70 offerts par la République populaire mongole, remis en grande pompe par le dirigeant mongol Horloogiyn Choybalsan.
Début février, la brigade rejoint le front du Nord-Ouest dans la région d'Ostachkov, où elle passe sous le commandant de la 1re armée de chars. Avec son armée, la brigade rejoint la zone de Teliatkino (ru).
Le 27 mars 1943, la brigade est rattachée au 6e corps de chars et son parcours se confond avec celui de son corps. Par ordre du 23 octobre 1943, la brigade est renommée 44e brigade de chars de la Garde.

## Commandants

### Commandants de la112edivision
- septembre 1941 - janvier 1942 : colonel Andreï Guetman (en)[8]

### Commandants de la112ebrigade
- janvier - mars 1942 : colonel Andreï Guetman[5]
- mars - avril 1942 : lieutenant-colonel Vassili Koulik[5]
- mai 1942 - août 1943 : lieutenant-colonel (puis colonel) Mikhaïl Leonov[5]
- à partir de septembre 1943 : lieutenant-colonel Iosif Goussakovski (en)[5]